# 尤蒂卡 (堪薩斯州)
尤蒂卡（英語：Utica）是一個位於美國堪薩斯州內斯縣的城市。

## 地方資料
根據2020年美國人口普查的數據，尤蒂卡的面積為0.63平方千米，當中陸地面積為0.63平方千米，而水域面積為0.00平方千米。當地共有人口99人，而人口密度為每平方千米157.14人。